# Lapleau
 Lapleau  (en occitano La Pléu) es una comuna  y población de Francia, en la región de Lemosín, departamento de Corrèze, en el distrito de Tulle. Es la cabecera del cantón homónimo.
Su población en el censo de 2008 era de 393 habitantes.
Está integrada en la Communauté de communes de Ventadour .

## Demografía
| 593 | 586 | 542 | 516 | 514 | 525 | 393 |
| Para los censos de 1962 a 1999 la población legal corresponde a la población sin duplicidades (Fuente: INSEE [Consultar]) |     |     |     |     |     |     |